# Arroyo de San Serván
Arroyo de San Serván je španělské město situované v provincii Badajoz (autonomní společenství Extremadura).

## Poloha
Nachází se 48 km od města Badajoz a 12 km od města Mérida v okrese Tierra de Mérida - Vegas Bajas a soudním okrese Montijo.

## Historie
V roce 1834 se obec stává součástí soudního okresu Mérida. V roce 1842 čítala obec 260 usedlostí a 1002 obyvatel.

## Odkazy

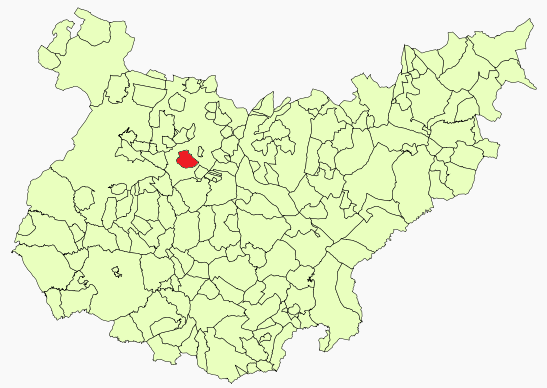
Poloha obce v provincii Badajoz

## Demografie
| Populace obce Arroyo de San Serván z let (1842–2010) | Populace obce Arroyo de San Serván z let (1842–2010) | Populace obce Arroyo de San Serván z let (1842–2010) | Populace obce Arroyo de San Serván z let (1842–2010) | Populace obce Arroyo de San Serván z let (1842–2010) | Populace obce Arroyo de San Serván z let (1842–2010) | Populace obce Arroyo de San Serván z let (1842–2010) | Populace obce Arroyo de San Serván z let (1842–2010) | Populace obce Arroyo de San Serván z let (1842–2010) | Populace obce Arroyo de San Serván z let (1842–2010) | Populace obce Arroyo de San Serván z let (1842–2010) | Populace obce Arroyo de San Serván z let (1842–2010) | Populace obce Arroyo de San Serván z let (1842–2010) | Populace obce Arroyo de San Serván z let (1842–2010) | Populace obce Arroyo de San Serván z let (1842–2010) | Populace obce Arroyo de San Serván z let (1842–2010) | Populace obce Arroyo de San Serván z let (1842–2010) | Populace obce Arroyo de San Serván z let (1842–2010) |
| ---------------------------------------------------- | ---------------------------------------------------- | ---------------------------------------------------- | ---------------------------------------------------- | ---------------------------------------------------- | ---------------------------------------------------- | ---------------------------------------------------- | ---------------------------------------------------- | ---------------------------------------------------- | ---------------------------------------------------- | ---------------------------------------------------- | ---------------------------------------------------- | ---------------------------------------------------- | ---------------------------------------------------- | ---------------------------------------------------- | ---------------------------------------------------- | ---------------------------------------------------- | ---------------------------------------------------- |
| 1842                                                 | 1857                                                 | 1860                                                 | 1877                                                 | 1887                                                 | 1897                                                 | 1900                                                 | 1910                                                 | 1920                                                 | 1930                                                 | 1940                                                 | 1950                                                 | 1960                                                 | 1970                                                 | 1981                                                 | 1991                                                 | 2001                                                 | 2010                                                 |
| 1 002                                                | 1 219                                                | 1 095                                                | 1 294                                                | 1 671                                                | 1 690                                                | 1 764                                                | 2 162                                                | 2 424                                                | 2 643                                                | 2 986                                                | 3 423                                                | 4 144                                                | 3 479                                                | 3 336                                                | 3 794                                                | 3 896                                                | 4 274                                                |